# هانا مونیر
هانا مونیر (انگلیسی: Hannah Monyer؛ زادهٔ ۳ اکتبر ۱۹۵۷) دانشمند در زمینه علوم اعصاب اهل رومانی و از دانش‌آموختگان دانشگاه روپرشت-کارلز هایدلبرگ است.